# Tolmon
Tolmon är ett naturreservat i Katrineholms kommuner  i Södermanlands län.
Området är naturskyddat sedan 1970 och är 56 hektar stort. Reservatet omfattar mark på en rullstensås och består av barrskog med inslag av lövträd.

## Bildgalleri

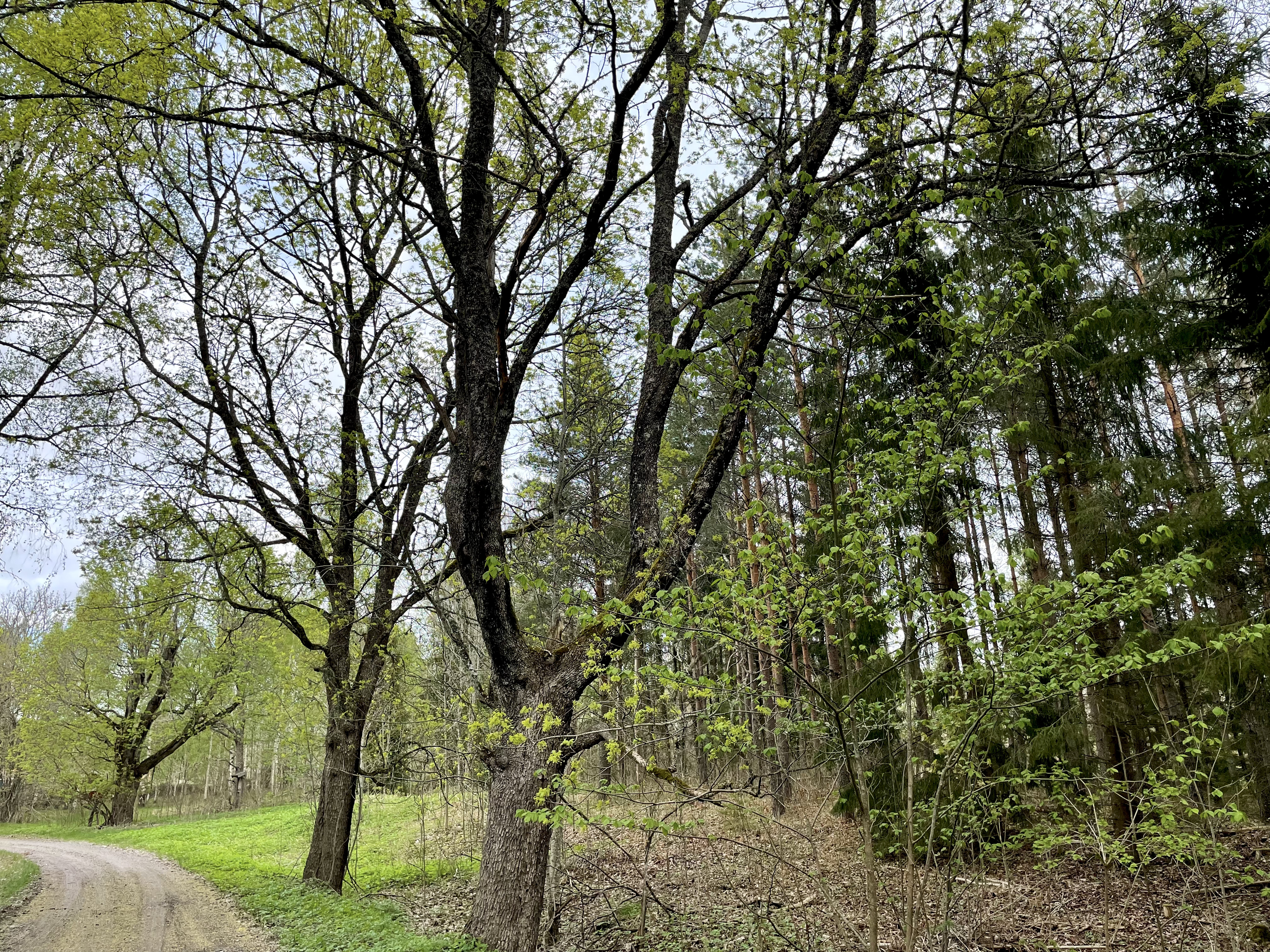
Träd vid norra ingången till naturreservatet.
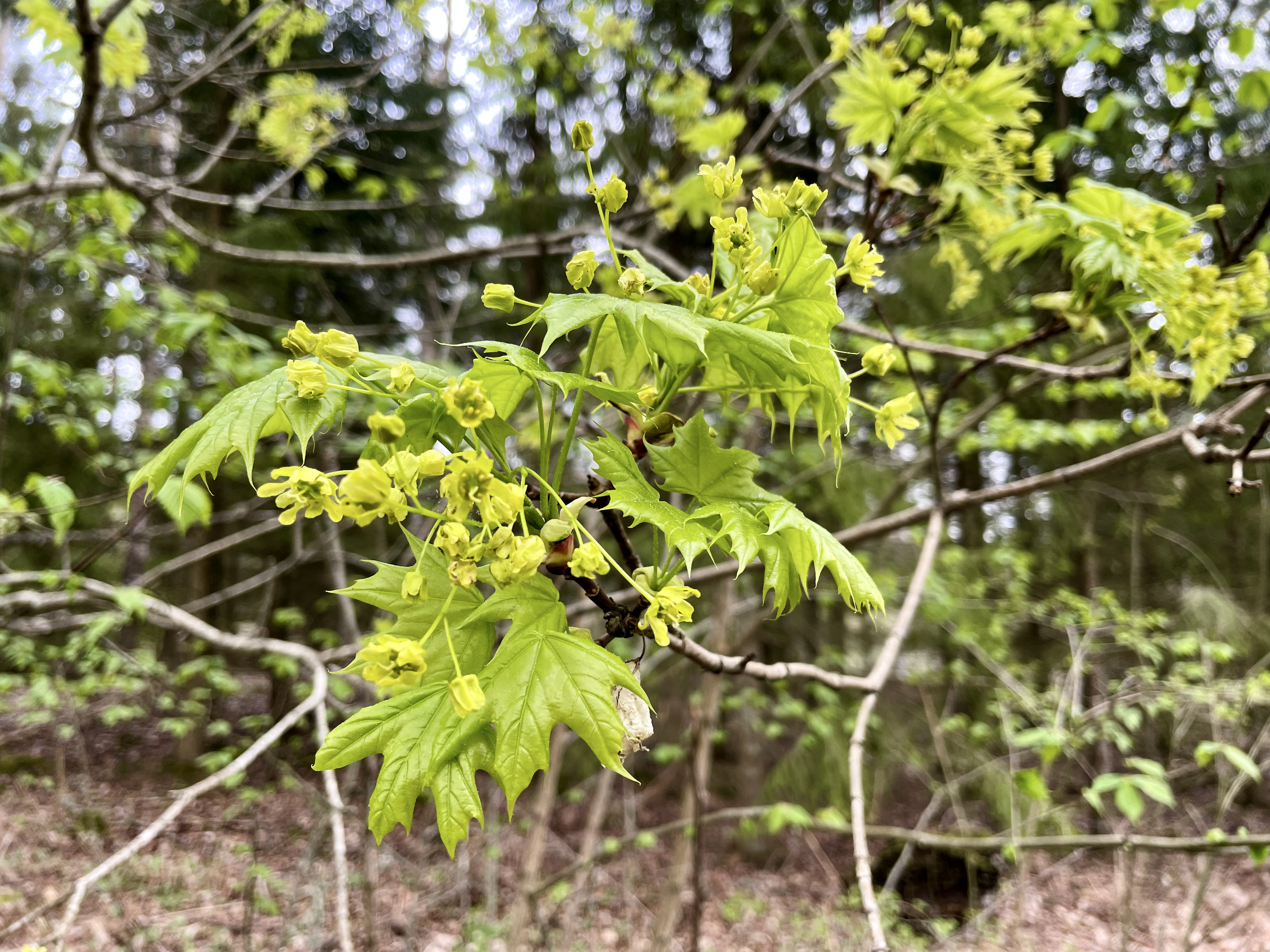
Lönn i Tolmon.
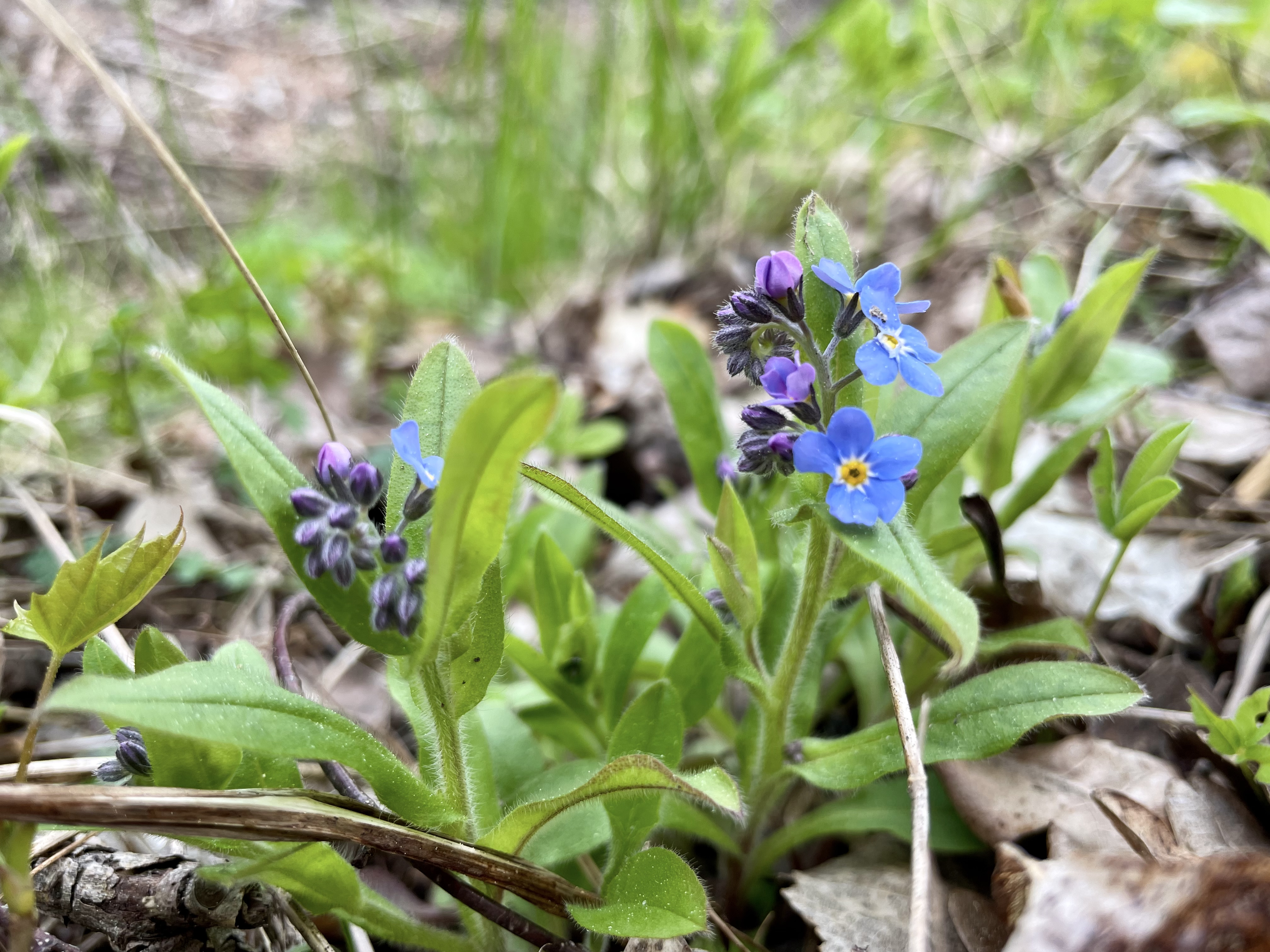
Det finns olika blommor i naturreservatet, till exempel förgätmigej.